# 최여겸 순교지
최여겸 순교지(崔汝謙 殉敎址)는 전북특별자치도 고창군 공음면 석교리에 있는 순교지이다. 2004년 6월 8일 고창군의 향토문화유산 제1호로 지정되었다.